# Jake Dixon
Jake Dixon (Dover, 15 januari 1996) is een Brits motorcoureur. Hij is de zoon van eveneens motorcoureur Darren Dixon, die in 1995 en 1996 wereldkampioen werd in het wereldkampioenschap zijspan.

## Carrière
Dixon begon zijn motorsportcarrière op twaalfjarige leeftijd in het Southern Supermoto Championship. In 2010 maakte hij de overstap naar het Aprilia Superteens Championship, waarin hij derde werd in de 125cc-klasse. Het daaropvolgende jaar kwam hij uit in het Aprilia RRV450 Challenge Championship, waarin hij opnieuw derde werd.
In 2012 maakte Dixon de overstap naar het British National Superstock 600 cc Championship, waarin hij op een Yamaha reed. Hij werd vierde in het kampioenschap, maar miste een aantal races vanwege een polsblessure. In 2013 reed hij in het Supersport 600 Championship, opnieuw op een Yamaha. Op Oulton Park, de zesde race van het jaar, crashte hij zwaar en brak hij zijn scafoïd. Hierdoor kwam zijn seizoen vroegtijdig ten einde; hij eindigde als zestiende in het klassement. In 2014 bleef hij actief in de Supersport 600 op een Yamaha en werd hij achtste. In 2015 stapte hij over naar een Triumph en verbeterde hij zichzelf naar de derde plaats in de eindstand.
In 2016 bleef Dixon actief in de Supersport 600, ditmaal op een MV Agusta. Hij kon hier echter zijn draai niet vinden, maar na drie raceweekenden kreeg hij een aanbod van een BMW-team om te rijden in het Brits kampioenschap superbike, waarin hij vanaf het vierde raceweekend op het Knockhill Racing Circuit deelnam. Een zesde plaats op het Snetterton Motor Racing Circuit was zijn beste klassering. Op Oulton Park crashte hij nadat zijn remmen dienst weigerden, wat resulteerde in een gebroken heup. Hierdoor kwam zijn seizoen ten einde. Met 50 punten werd hij zestiende in de eindstand.
In 2017 maakte Dixon binnen het kampioenschap de overstap naar een Kawasaki. Hij won twee races op Knockhill en behaalde in de rest van het seizoen nog vier podiumplaatsen. Met 562 punten werd hij zesde in het kampioenschap. Daarnaast debuteerde hij dat jaar in het wereldkampioenschap superbike als wildcardcoureur op een Kawasaki tijdens zijn thuisrace op Donington Park. Hij viel uit in de eerste race en eindigde de tweede race als negende. Ook maakte hij dat jaar zijn debuut in de Moto2-klasse van het wereldkampioenschap wegrace op een Suter in zijn thuisrace als eenmalige vervanger van Marcel Schrötter en eindigde hij de race op plaats 25. In de seizoensfinale in Valencia stond hij ingeschreven als wildcardrijder, maar hij ging de race niet van start na een crash tijdens de vrije trainingen.
In 2018 keerde Dixon terug in het Brits kampioenschap superbike, waarin hij opnieuw op een Kawasaki reed. Hij won drie races; twee op Knockhill en een op Oulton. In de rest van het seizoen behaalde hij dertien podiumfinishes. Met 629 punten werd hij tweede in het kampioenschap, achter de dominerende Leon Haslam.
In 2019 debuteerde Dixon als fulltime coureur in de Moto2-klasse van het wereldkampioenschap wegrace op een KTM. Hij kende een zwaar seizoen, waarin hij enkel tot scoren kwam in de TT van Assen met een twaalfde plaats en de seizoensfinale in Valencia met een dertiende plaats. Met 7 punten eindigde hij op plaats 25 in het klassement.
In 2020 stapte Dixon over naar een Kalex. Naarmate het seizoen vorderde, werden zijn resultaten steeds beter, en een vierde plaats in Aragón was zijn beste resultaat. Tijdens de vrije trainingen crashte hij echter, waardoor hij zijn rechterpols brak. Hij moest hieraan geopereerd worden en hij miste de laatste drie races van het seizoen. Met 44 punten werd hij achttiende in de eindstand.
In 2021 bleef Dixon actief in de Moto2 op een Kalex. Een zevende plaats in de seizoensopener in Qatar was zijn beste resultaat. Gedurende het seizoen maakte hij zijn debuut in de MotoGP op een Yamaha tijdens zijn thuisrace als eenmalige vervanger van de geblesseerde Franco Morbidelli.

## Statistieken

### Grand Prix

#### Per seizoen
| Seizoen | Klasse | Motor      | Team                     | Races | Winst | Podiums | Poles | SR | Ptn   | Pos |
| ------- | ------ | ---------- | ------------------------ | ----- | ----- | ------- | ----- | -- | ----- | --- |
| 2017    | Moto2  | Suter      | Dynavolt Intact GP       | 1     | 0     | 0       | 0     | 0  | 0     | 45e |
| 2019    | Moto2  | KTM        | Ángel Nieto Team         | 17    | 0     | 0       | 0     | 0  | 7     | 25e |
| 2020    | Moto2  | Kalex      | Petronas Sprinta Racing  | 12    | 0     | 0       | 0     | 0  | 44    | 18e |
| 2021    | Moto2  | Kalex      | Petronas Sprinta Racing  | 15    | 0     | 0       | 0     | 0  | 30    | 20e |
| 2021    | MotoGP | Yamaha     | Petronas Yamaha SRT      | 2     | 0     | 0       | 0     | 0  | 0     | 30e |
| 2022    | Moto2  | Kalex      | GasGas Aspar Team        | 20    | 0     | 6       | 2     | 0  | 168,5 | 6e  |
| 2023    | Moto2  | Kalex      | GasGas Aspar Team        | 19    | 2     | 5       | 2     | 1  | 204   | 4e  |
| 2024    | Moto2  | Kalex      | CFMoto Aspar Team        | 18    | 2     | 5       | 2     | 1  | 155   | 8e  |
| 2025*   | Moto2  | Boscoscuro | Elf Marc VDS Racing Team | 13    | 2     | 3       | 2     | 1  | 119   | 5e  |
| Totaal  | Totaal | Totaal     | Totaal                   | 117   | 6     | 19      | 8     | 3  | 727,5 |     |

#### Per klasse
| Klasse | Seizoenen        | 1e GP                 | 1e podium        | 1e winst         | Races | Winst | Podiums | Poles | SR | Ptn   | Kampioen |
| ------ | ---------------- | --------------------- | ---------------- | ---------------- | ----- | ----- | ------- | ----- | -- | ----- | -------- |
| Moto2  | 2017, 2019-heden | Groot-Brittannië 2017 | Amerika's 2022   |                  | 115   | 6     | 19      | 8     | 3  | 727,5 | 0        |
| MotoGP | 2021             | Groot-Brittannië 2021 |                  |                  | 2     | 0     | 0       | 0     | 0  | 0     | 0        |
| Totaal | 2017, 2019-heden | 2017, 2019-heden      | 2017, 2019-heden | 2017, 2019-heden | 117   | 6     | 19      | 8     | 3  | 727,5 | 0        |

#### Races per jaar
(vetgedrukt betekent pole positie; cursief betekent snelste ronde)
| Jaar | Klasse | Motor      | 1       | 2       | 3       | 4       | 5       | 6       | 7       | 8      | 9       | 10      | 11     | 12     | 13      | 14      | 15      | 16      | 17      | 18      | 19     | 20      | 21  | 22  | Pos | Ptn   |
| ---- | ------ | ---------- | ------- | ------- | ------- | ------- | ------- | ------- | ------- | ------ | ------- | ------- | ------ | ------ | ------- | ------- | ------- | ------- | ------- | ------- | ------ | ------- | --- | --- | --- | ----- |
| 2017 | Moto2  | Kalex      | QAT     | ARG     | AME     | SPA     | FRA     | ITA     | CAT     | NED    | DUI     | TSJ     | OOS    | GBR 25 | SMR     | ARA     | JPN     | AUS     | MAL     | VAL DNS |        |         |     |     | 45  | 0     |
| 2019 | Moto2  | KTM        | QAT DNF | ARG 17  | AME DNS | SPA     | FRA 17  | ITA DNF | CAT DNF | NED 12 | DUI DNF | TSJ 18  | OOS 19 | GBR 23 | SMR 20  | ARA 23  | THA 19  | JPN 17  | AUS 21  | MAL 17  | VAL 13 |         |     |     | 25  | 7     |
| 2020 | Moto2  | Kalex      | QAT 14  | SPA 18  | AND DNF | TSJ DNF | OOS 14  | STI 8   | SMR 16  | EMI 6  | CAT DNF | FRA DNF | ARA 4  | TER 7  | EUR DNS | VAL     | POR     |         |         |         |        |         |     |     | 18  | 44    |
| 2021 | Moto2  | Kalex      | QAT 7   | DOH DNF | POR DNF | SPA DNS | FRA 18  | ITA 14  | CAT 18  | DUI 21 | NED 18  | STI 11  | OOS 11 |        |         | SMR 19  | AME 10  | EMI 13  | ALG DNF | VAL 16  |        |         |     |     | 20  | 30    |
| 2021 | MotoGP | Yamaha     |         |         |         |         |         |         |         |        |         |         |        | GBR 19 | ARA DNF |         |         |         |         |         |        |         |     |     | 30  | 0     |
| 2022 | Moto2  | Kalex      | QAT 11  | INA DNF | ARG 5   | AME 3   | POR DNF | SPA DNF | FRA 21  | ITA 6  | CAT 4   | DUI 11  | NED 3  | GBR 3  | OOS 3   | SMR DNF | ARA DNF | JPN 4   | THA 4   | AUS 3   | MAL 3  | VAL 7   |     |     | 6   | 168,5 |
| 2023 | Moto2  | Kalex      | POR 6   | ARG 3   | AME DNS | SPA 6   | FRA 5   | ITA 3   | DUI 3   | NED 1  | GBR DNF | OOS 4   | CAT 1  | SMR 12 | IND DNF | JPN 4   | INA 4   | AUS DNF | THA DNF | MAL 5   | QAT 5  | VAL 6   |     |     | 4   | 193   |
| 2024 | Moto2  | Kalex      | QAT DNS | POR DNS | AME 23  | SPA DNF | FRA 17  | CAT 3   | ITA 12  | NED 4  | DUI 2   | GBR 1   | OOS 3  | ARA 1  | SMR 5   | EMI DNF | INA 22  | JPN 13  | AUS DNF | THA 7   | MAL 4  | SOL DNF |     |     | 8   | 155   |
| 2025 | Moto2  | Boscoscuro | THA 7   | ARG 1   | AME 1   | QAT DNF | SPA 9   | FRA 5   | GBR 11  | ARA 13 | ITA 17  | NED 4   | DUI 3  | TSJ 11 | OOS 20  | HON     | CAT     | SMR     | JPN     | INA     | AUS    | MAL     | POR | VAL | 5*  | 119*  |

* Seizoen nog bezig.